# Estación San José (Metro de Medellín)
La Estación San José es una parada de transferencia del SITVA entre las líneas T (Tranvía) y L2 (Metroplús). Debe su nombre a la Iglesia de San José. Es la segunda parada del tranvía, una de las primeras en estar listas para la operación comercial que inició con acto protocolario el 30 de marzo de 2016. Se integra con la línea 2 del Metroplús. Está ubicada en el cruce de la Avenida Oriental con Ayacucho (Calle 49).

## Diagrama de la estación
| SUELO     |                                                           |         |
|           | Plataforma lateral, las puertas se abren a la derecha     |         |
| Occidente | ← hacia Estación San Antonio (Terminal)                   | Oriente |
| Occidente | → hacia Estación Pabellón del Agua EPM (Estación Oriente) | Oriente |
|           | Plataforma lateral, las puertas se abren a la derecha     |         |
|           |                                                           |         |

- Datos: Q20894625
- Multimedia: Estación San José / Q20894625